# Danuta Hübner
Danuta Maria Hübner, född 8 april 1948 i Nisko, är en polsk professor, ämbetsman och diplomat. Hon var ledamot av Europaparlamentet  2009-2024 och representerade partiet Medborgarplattformen, medlem i den kristdemokratiska gruppen Europeiska folkpartiets grupp (EPP). 
Hübner är ekonom från Handelshögskolan i Warszawa där hon utnämndes till professor 1992. Hon var statssekreterare med ansvar för närings- och handelsfrågor 1994-1996 och chef för Aleksander Kwaśniewskis presidentkansli 1997-1998. Hon tjänstgjorde på FN:s ekonomiska kommission för Europa 1998-2001 och från 2000 med titeln undergeneralsekreterare. Hon arbetade 2001-2004 på polska utrikesminiseriet med ansvar för europeisk integration, till en början som statssekreterare och från 2003 som minister. I samband med Polens EU-anslutning 2004 utnämndes hon till landets första kommissionär och ansvarade för handelsfrågor tillsammans med Pascal Lamy i Prodi-kommissionen. När Kommissionen Barroso I tillträdde i november samma år tilldelades hon ansvar för regionalfrågor. Hon avgick från denna post i samband med Europaparlamentsvalet 2009 då hon valdes till ledamot av parlamentet och ordförande i Utskottet för regional utveckling.  
I Europaparlamentet är numera (2024) Hübner ordförande för delegationen för förbindelserna med Förenta staterna. Hon är dessutom ledamot i delegationsordförandekonferensen, utskottet för internationell handel, utskottet för ekonomi och valutafrågor, delegationen till den gemensamma parlamentarikerkommittén EU-Mexiko, delegation till den parlamentariska partnerskapsförsamlingen EU‒Förenade kungariket och delegationen till den parlamentariska församlingen EU-Latinamerika. Hon är även suppleant i utskottet för konstitutionella frågor och underutskottet för skattefrågor.

### Webbkällor
- Kommissionens webbplats
- Europaparlamentets webbplats om Hübner